# Педагогика успеха
Педагогика успеха – интегрально-личностный подход педагогики, обращающий пристальное внимание на индивидуальные характеристики ученика и его стремление к самореализации. Это относительно новый подход в образовании, берущий свое начало лишь во второй половине двадцатого века, но получивший распространение лишь в последние 10-15 лет. В основе своей имеет обращение к "Ситуации успеха" – целенаправленному, специально организованному комплексу условий, позволяющему достичь значительных результатов в деятельности ребенка, которые сопровождаются позитивными эмоциональными, психологическими переживаниями.   

## Основные идеи педагогики успеха
1) «Лестница достижений» - создание для ученика таких ситуаций успеха, когда начиная от небольших положительных ситуаций, он будет продвигаться «наверх». Каждая ступень «Лестницы достижений» – это достижение человеком определенной цели, совершенное с верой в себя и значимость поставленной цели. К примеру, начиная от верного решения несложной контрольной по алгебре и заканчивая победой на Всероссийском этапе олимпиады, ребенок проходит множество ступеней, каждая из которых ставит его в ситуацию успеха, продвигая по каждой ступени "Лестницы достижений".
2) Выполнение учеником задач из «зоны ближайшего развития». По  Л. Выготскому – зона выполнения тех задач, которые ребёнок ещё не может решить самостоятельно, но способен решить вместе с взрослым. К тому же, задачи из этой зоны обусловлены высоким интересом к ним ребенка, то есть, их выполнение приносит ему положительные эмоции.
3) Обеспечение роста личностных достижений ученика. Эта идея прямо соотносится с "Лестницей достижений". Главное для Педагогики успеха - наличие мотивированности к обучению, обеспечение позитивных ситуаций и уменьшения уровня тревожности при обучении, наличие роста личностных достижений (как образовательных, так и психологических).

## Теоретические концепты
1.	Гуманистическая психология.  У. Глассер в книге «Школы без неудачников» говорит о том, что школа – это место, где ребенок учится быть любимым, где он впервые познает успех. Успех же является социальным конструктом, в связи с этим, прямой обязанностью школы является знакомство учеником с данным конструктом.
2.	Гуманистическая педагогика (Ш.А. Амонашвили, Е.В. Бондаревская, В.А. Сухомлинский, М.И. Шилова, И.С. Якиманская и другие). Она признает уникальность человеческой личности, которая стремится к максимальной реализации своих возможностей. Школа в гуманистической педагогике призвана способствовать созданию условий, в которых достигаются осознание и реализация ребенком своих потребностей и интересов.
3.	Личностный подход в образовании. Для концептуальных идей педагогики успеха важен личностный подход как важнейший принцип психологической науки, предусматривающий учет своеобразия индивидуальности личности в воспитании ребенка.
4.	Концепция мотивации и человеческих потребностей. По А. Маслоу человеку, среди прочих потребностей, присущи стремление к любви и самоактуализации. Соответственно, ставя ученика в позицию успеха, мы укрепляем позиции этих потребностей, вызывая позитивные эмоции.
5.	Личностно-ориентированное образование. Он направлен на саморазвитие ученика, пробуждение его личностного интереса к процессу обучения. Происходит учет его интересов, способностей, желаний.
6.	Системно-ориентационный подход к образованию. Он направлен на ориентацию на успех, как на доминирующую позицию при обучении ребенка.

## Принципы педагогики успеха
-Свобода выбора
-Принятие интересов ребенка
-Принцип сотрудничества педагога и ребенка
-Принцип взаимопомощи
-Принцип чередования ситуаций успеха и неуспеха